# Tilva Roš
Tilva Roš è un film del 2010 diretto da Nikola Ležaić.